# Sozologia planistyczna
Sozologia planistyczna - bada zagadnienia planowania i lokalizacji obiektów i działalności człowieka w środowisku.
Podstawowe zagadnienia badawcze:
- Dostosowywanie obiektów i działalności człowieka do środowiska naturalnego;
- Modelowanie struktury środowiska;
- Dostosowywanie ekonomii.